# Мартини, Густав Фёдорович
Густав Фёдорович Мартини (1881 год, Российская империя — 1967 год, Махачкала, Дагестанская АССР, РСФСР, СССР) — российский и советский актёр театра и кино. Народный артист Дагестанской АССР (1956).

## Биография
Густав Фёдорович Мартини родился в 1881 году.
Умер в 1967. Похоронен на Северном кладбище (Санкт-Петербург).

## Творчество
Дебютировал на сцене в 1904 году.
В 1907 году играл Самозванца в экранизации «Бориса Годунова» (реж. И. Шувалов).

С 1912 года в амплуа героя-любовника в труппах Нижегородского, Тульского и Калужского театров.

В 1929 году актер Мичуринского театра.

В 1938 году — актёр Сталинградского драмтеатра.

В 1938—1941 гг.- актёр Смоленского театра.

С 1941 года — в Горьком, затем до конца жизни в Дагестанском русском театре.

В 1953 году в Махачкале отмечалось 50-летие сценической деятельности актера.

## Фильмография
- «Борис Годунов» (1907) — Самозванец

## Награды и звания
- Народный артист Дагестанской АССР (1956).